# Le Baron imaginaire
Pour plus de détails, voir Fiche technique et Distribution.
Le Baron imaginaire (titre original allemand : Der Juxbaron) est un film allemand réalisé par Willi Wolff, sorti en 1927.

## Synopsis
Hans von Grabow est jeune marié qui ne veut pas être dérangé pendant sa lune de miel, surtout pas par sa belle-mère. Lorsque celle-ci se présente à sa porte avec son époux, Hugo Windisch, pour une visite surprise, il fait passer le vagabond Blaukehlchen pour son ancien camarade de classe, le baron von Kimmel. En réalité, ce dernier vient tout juste de squatter sa chambre d'amis. La belle-mère trouve cet ami d'école sympathique et le prie de rester, après quoi celui-ci s'installe chez les Grabow. Il boit leurs alcools et se lie d'amitié avec les notables locaux et finit par se laisser convaincre par les Windisch de se fiancer avec leur fille Sophie. Finalement, il ose même emmener le vieux Windisch et Sophie à un bal des chiffons la nuit. Mais c'est alors que le vrai baron de Kimmel fait son apparition. La supercherie est révélée au grand jour, et Blaukehlchen  doit rompre ses fiançailles avec Sophie et repartir en vadrouille.

## Fiche technique
- Titre original : allemand : Der Juxbaron
- Titre français : Le Baron imaginaire
- Titre anglais : The Imaginary Baron
- Réalisation : Willi Wolff
- Scénario : Willi Wolff, Robert Liebmann
- Cinématographie : Axel Graatkjær
- Décorateur : Ernst Stern
- Musique : Walter Kollo
- Pays d'origine : Allemagne  République de Weimar
- Productrice : Ellen Richter
- Sociétés de production : Ellen Richter Film
- Distribution : UFA
- Format : Noir et blanc — 35 mm — 1,33:1 — Son : Muet
- Genre : Film dramatique
- Dates de sortie :
  - Allemagne  République de Weimar : 4 mars 1927

## Distribution
- Karl Beckmann
- Henry Bender
- Teddy Bill
- Colette Brettel
- Marlene Dietrich
- Heinrich Gotho
- Karl Harbacher
- Trude Hesterberg
- Fritz Kampers
- Albert Paulig
- Hermann Picha
- Reinhold Schünzel
- Julia Serda